# 争取工作与自由民主论坛
争取工作与自由民主论坛（阿拉伯语：‎）简称FDTL，是突尼斯共和国境内一个社会民主主义政党，成立于于1994年4月9日，并在2002年10月25日得到官方承认。它的创建者和总书记是穆斯塔法·本·賈法爾。主张在突尼斯建立现代民主制度。

## 历史
在本-阿里统治时期，争取工作与自由民主论坛只是一个次要的党派。它曾与进步民主党、突尼斯工人共产党和其他一些伊斯兰主义者组成了作为反对派的争取权利与自由十月十八联盟（18 October Coalition for Rights and Freedoms）。尽管参与了本·阿里时代的2004年的立法选举（即突尼斯当时最高立法机关众议院的选举），但没有赢得任何席位。即便如此，该党总书记本-贾法尔还是有意愿参与2009年的总统大选，但终究被排除在候选人之列。
该党在2011年10月23日举行的突尼斯制宪议会选举中获得20席排名第四，一跃成为中左翼世俗政党阵营的主要代表。2011年1月17日，党的领导人本-贾法尔被任命为临时政府的卫生部长。但几天后，为了抗议前执政党宪政民主联盟成员继续把持着众多权力，贾法尔辞去了部长职务。
该党主要依靠基层党员和社会媒体中的活动分子的捐款。同时，争取劳动与自由民主论坛也是社会党国际的观察员。自2007年起，该党出版了自己的阿拉伯文周报《公民》（阿拉伯语：‎）。